# Bank Millennium
«Банк Миллениум С. А.» (пол. Bank Millennium S.A.) — польский коммерческий банк со штаб-квартирой в Варшаве.

## История
Универсальный банк, который предлагает свои услуги для всех сегментов рынка через сеть отделений, индивидуальные сети консультантов и электронный банкинг. Является одним из первых коммерческих банков посткоммунистической Польши и первым банком, акции которого имеют котировки на Варшавской фондовой бирже.
Банк начинает свою историю от «Bank Inicjatyw Gospodarczych», основанного в 1989 году. Изначально 98% акций были в собственности компаний «Warta», «Poczta Polska», «PZU», «Universal» и «Transakcja» (KC PZPR и ZSMP), и 2% акций владели физические лица.
В 1997 году «BIG SA» объединился с «Bank Gdański SA», в результате чего был создан «BIG Bank Gdański». В 1998 году банк начал предоставлять услуги для розничных клиентов под брендом «Millennium», а через 5 лет «BIG Bank Gdański» был преобразован в «Bank Millennium», работавший под этой же маркой, а главным акционером и партнёром являлась португальская «Banco Comercial Portugues», владевшая 50,1% акций.
31 мая 2019 года банк приобрел активы «Euro Bank SA», завладев 99,79% акций, выкупленные у группы «Société Générale».
В 2013 году стал одним из шести польских банков, заключивших соглашение о создании совместной системы мобильных платежей, запущенной 9 февраля 2015 года под торговой маркой Blik.

## Операционная деятельность
Банк обслуживает клиентов через сеть из более чем 360 отделений, а также через интернет, телефонный и мобильный банкинг. Банк предоставляет услуги физическим лицам, бизнесменов, а также малых, средних и крупных компаний.
В 2020 году банк имеет свыше 2,6 миллиона активных индивидуальных клиентов, в том же году количество клиентов, активно использующих электронный банкинг, превысила 2 миллиона, а количество клиентов мобильного приложения Millenet превысила 1,7 миллиона.